# 全日本馬場馬術大会
全日本馬場馬術大会（ぜんにほんばばばじゅつたいかい）は、日本馬術連盟が主催する馬場馬術の全国大会である。

## 概要
馬場馬術の日本一決定戦である全日本馬場馬術大会part Iと、元競走馬や日本で乗用馬として生産された馬のための大会である全日本馬場馬術大会part IIの2つの競技会で構成され、それぞれ演技の難易度に応じてクラス分けされている。
そのほかの大会に、ジュニアの世代別で争われる全日本ジュニア馬場馬術大会もある。

## 競技種目
太字の競技を制した人馬が選手権タイトル獲得となる。
| 競技番号  | 競技名                                          | 実施課目                                           |
| --------- | ----------------------------------------------- | -------------------------------------------------- |
| 第1競技   | 全日本馬場馬術選手権                            |                                                    |
| 第1-1競技 | グランプリ                                      | FEI グランプリ馬場馬術課目2009                     |
| 第1-2競技 | 自由演技グランプリ                              | FEI 自由演技グランプリ馬場馬術課目1999             |
| 第2競技   | グランプリスペシャル                            | FEIグランプリスペシャル馬場馬術課目2009            |
| 第3競技   | インターメディエイトⅠクラス馬場馬術競技（予選） | FEI インターメディエイトⅠ馬場馬術課目2009          |
| 第8競技   | インターメディエイトⅠクラス馬場馬術競技（決勝） | FEI 自由演技インターメディエイトⅠ馬場馬術課目 2009 |
| 第4競技   | セントジョージクラス馬場馬術競技（予選）        | FEI セントジョージ賞典馬場馬術課目2009             |
| 第9競技   | セントジョージクラス馬場馬術競技（決勝）        | JEF 自由演技国体成年馬場馬術課目                   |
| 第5競技   | Sクラス馬場馬術競技（予選）                     | JEF 馬場馬術競技 S1課目 2013                       |
| 第10競技  | Sクラス馬場馬術競技（決勝）                     | JEF 馬場馬術競技 S2課目 2013                       |
| 第6競技   | Mクラス馬場馬術競技（予選）                     | JEF 馬場馬術競技 M1課目 2013                       |
| 第11競技  | Mクラス馬場馬術競技（決勝）                     | JEF 馬場馬術競技 M2課目 2013                       |
| 第7競技   | Lクラス馬場馬術競技（予選）                     | JEF 馬場馬術競技 L1課目 2013                       |
| 第12競技  | Lクラス馬場馬術競技（決勝）                     | JEF 馬場馬術競技 L2課目 2013                       |

| 競技番号  | 競技名                              | 実施課目                               |
| --------- | ----------------------------------- | -------------------------------------- |
| 第1競技   | 全日本内国産馬場馬術選手権          |                                        |
| 第1-1競技 | 全日本内国産馬場馬術選手権①         | FEI セントジョージ賞典馬場馬術課目2009 |
| 第1-2競技 | 全日本内国産馬場馬術選手権②         | JEF 自由演技国体成年馬場馬術課目       |
| 第2競技   | 内国産馬Sクラス馬場馬術競技（予選） | JEF 馬場馬術競技 S1課目 2013           |
| 第5競技   | 内国産馬Sクラス馬場馬術競技（決勝） | JEF 馬場馬術競技 S2課目 2013           |
| 第3競技   | 内国産馬Mクラス馬場馬術競技（予選） | JEF 馬場馬術競技 M1課目 2013           |
| 第6競技   | 内国産馬Mクラス馬場馬術競技（決勝） | JEF 馬場馬術競技 M2課目 2013           |
| 第4競技   | 内国産馬Lクラス馬場馬術競技（予選） | JEF 馬場馬術競技 L1課目 2013           |
| 第7競技   | 内国産馬Lクラス馬場馬術競技（決勝） | JEF 馬場馬術競技 L2課目 2013           |

## 選手権競技の歴代優勝人馬

### 全日本馬場馬術選手権
第1回～第35回大会までは「グランプリ馬場馬術競技」として実施され、第36回大会より障害飛越競技と分離し「全日本馬場馬術選手権競技」として実施された。
| 回     | 年度     | 優勝選手       | 優勝乗馬                      | 所属                       | 開催地                         |
| ------ | -------- | -------------- | ----------------------------- | -------------------------- | ------------------------------ |
| 第1回  | 実施せず | 実施せず       | 実施せず                      | 実施せず                   | 実施せず                       |
| 第2回  | 実施せず | 実施せず       | 実施せず                      | 実施せず                   | 実施せず                       |
| 第3回  | 1950年   | 原昌三         | 山吹                          |                            | 東京乗馬倶楽部                 |
| 第4回  | 1951年   | 原昌三(2)      | 山吹(2)                       |                            |                                |
| 第5回  | 1952年   | 浜野敬之       | 山吹(3)                       |                            | 東京乗馬倶楽部                 |
| 第6回  | 実施せず | 実施せず       | 実施せず                      | 実施せず                   | 実施せず                       |
| 第7回  | 1954年   | 藤井功一       | 山吹(4)                       |                            |                                |
| 第8回  | 1955年   | 井上喜久子     | ユドラ                        |                            |                                |
| 第9回  | 1956年   | 西村修一       | 山吹(5)                       |                            |                                |
| 第10回 | 1957     | 井上喜久子(2)  | ユドラ(2)                     |                            |                                |
| 第11回 | 19xx     | 井上喜久子(3)  | 勝登                          |                            |                                |
| 第12回 | 19xx     | 井上喜久子(4)  | ユドラ(3)                     |                            |                                |
| 第13回 | 実施せず | 実施せず       | 実施せず                      | 実施せず                   | 実施せず                       |
| 第14回 | 19xx     | 井上喜久子(5)  | 勝登(2)                       |                            |                                |
| 第15回 | 19xx     | 高三秀成       | 四明                          |                            |                                |
| 第16回 | 実施せず | 実施せず       | 実施せず                      | 実施せず                   | 実施せず                       |
| 第17回 | 19xx     | 岡部長衡       | 青巴                          |                            |                                |
| 第18回 | 19xx     | 荒木雄豪       | ライトスピリット              |                            |                                |
| 第19回 | 19xx     | 井上喜久子(6)  | ダフネ                        |                            |                                |
| 第20回 | 19xx     | 井上喜久子(7)  | ダフネ(2)                     |                            |                                |
| 第21回 | 19xx     | 中俣修         | 明月                          |                            |                                |
| 第22回 | 実施せず | 実施せず       | 実施せず                      | 実施せず                   | 実施せず                       |
| 第23回 | 実施せず | 実施せず       | 実施せず                      | 実施せず                   | 実施せず                       |
| 第24回 | 19xx     | 浅野義長       | ズイシン                      |                            |                                |
| 第25回 | 実施せず | 実施せず       | 実施せず                      | 実施せず                   | 実施せず                       |
| 第26回 | 実施せず | 実施せず       | 実施せず                      | 実施せず                   | 実施せず                       |
| 第27回 | 実施せず | 実施せず       | 実施せず                      | 実施せず                   | 実施せず                       |
| 第28回 | 19xx     | 中俣修(2)      | アサマリュウ                  |                            |                                |
| 第29回 | 19xx     | 中俣修(3)      | アサマリュウ(2)               |                            |                                |
| 第30回 | 19xx     | 法華津寛       | ヴァル（ペネロペ）            |                            |                                |
| 第31回 | 実施せず | 実施せず       | 実施せず                      | 実施せず                   | 実施せず                       |
| 第32回 | 19xx     | 中俣修(4)      | アサマリュウ(3)               |                            |                                |
| 第33回 | 19xx     | 中俣修(5)      | アサマリュウ(4)               |                            |                                |
| 第34回 | 19xx     | 広松伸忠       | バンソール                    |                            |                                |
| 第35回 | 19xx     | 中俣修(6)      | メディーナ                    |                            |                                |
| 第36回 | 19xx     | 中俣修(7)      | ニットクジャンボ              |                            |                                |
| 第37回 | 19xx     | 中俣修(8)      | ニットクジャンボ(2)           |                            |                                |
| 第38回 | 19xx     | 中俣修(9)      | ニットクジャンボ(3)           |                            |                                |
| 第39回 | 19xx     | 広松伸忠       | ジェラード                    |                            |                                |
| 第40回 | 1988年   | 法華津寛(2)    | キャスパー                    |                            |                                |
| 第41回 | 1989年   | 法華津寛(3)    | キャスパー(2)                 |                            |                                |
| 第42回 | 1990年   | 法華津寛(4)    | キャスパー(3)                 |                            |                                |
| 第43回 | 1991年   | 法華津寛(5)    | キャスパー(4)                 |                            |                                |
| 第44回 | 1992年   | 法華津寛(6)    | キャスパー(5)                 |                            |                                |
| 第45回 | 1993年   | 中俣修(10)     | ズインダー                    |                            |                                |
| 第46回 | 1994年   | 八木三枝子     | ラモン66                      |                            |                                |
| 第47回 | 1995年   | 八木三枝子(2)  | ラモン66(2)                   |                            |                                |
| 第48回 | 1996年   | 八木三枝子(3)  | アロエットマッコール          |                            |                                |
| 第49回 | 1997年   | 八木三枝子(4)  | タイソーラモン(3)             |                            |                                |
| 第50回 | 1998年   | 八木三枝子(5)  | エルタンゴ                    |                            |                                |
| 第51回 | 1999年   | 八木三枝子(6)  | タイソーアウレル              |                            |                                |
| 第52回 | 2000年   | 八木三枝子(7)  | タイソーアウレル(2)           |                            |                                |
| 第53回 | 2001年   | 八木三枝子(8)  | タイソーアウレル(3)           |                            |                                |
| 第54回 | 2002年   | 八木三枝子(9)  | タイソーアウレル(4)           |                            |                                |
| 第55回 | 2003年   | 八木三枝子(10) | タイソーアウレル(5)           |                            |                                |
| 第56回 | 2004年   | 北原広之       | ホワイミー                    | 日本中央競馬会 馬事公苑    |                                |
| 第57回 | 2005年   | 北原広之(2)    | ホワイミー(2)                 | 日本中央競馬会 馬事公苑    | 三木ホースランドパーク         |
| 第58回 | 2006年   | 北原広之(3)    | ホワイミー(3)                 | 日本中央競馬会 馬事公苑    | 御殿場市馬術・スポーツセンター |
| 第59回 | 2007年   | 八木三枝子(11) | ラスプティン                  | 新大宗ドレッサージュチーム | 御殿場市馬術・スポーツセンター |
| 第60回 | 2008年   | 中村公子       | ラファエル                    | シュタールジーク           | 三木ホースランドパーク         |
| 第61回 | 2009年   | 八木三枝子(12) | ダウ・ジョーンズ              | Team 新大宗                | 御殿場市馬術・スポーツセンター |
| 第62回 | 2010年   | 岡田一将       | アムーシェア                  | ホースガーデン             | 三木ホースランドパーク         |
| 第63回 | 2011年   | 岡田一将(2)    | アムーシェア(2)               | ホースガーデン             | 御殿場市馬術・スポーツセンター |
| 第64回 | 2012年   | 北井裕子       | ゴールデンコイン4             | アシェンダ乗馬学校         | 三木ホースランドパーク         |
| 第65回 | 2013年   | 北井裕子(2)    | ゴールデンコイン4(2)          | アシェンダ乗馬学校         | 御殿場市馬術・スポーツセンター |
| 第66回 | 2014年   | 林伸伍         | ピーターパン                  | アイリッシュアラン乗馬学校 | 御殿場市馬術・スポーツセンター |
| 第67回 | 2015年   | 原田喜市       | エジスター                    | 蒜山ホースパーク           | 三木ホースランドパーク         |
| 第68回 | 2016年   | 林伸伍(2)      | ラムゼス・デア・ツヴァイタ    | アイリッシュアラン乗馬学校 | 御殿場市馬術・スポーツセンター |
| 第69回 | 2017年   | 川端俊哉       | ラムゼス・デア・ツヴァイタ(2) | アイリッシュアラン乗馬学校 | 御殿場市馬術・スポーツセンター |
| 第70回 | 2018年   | 林伸伍(3)      | ハディントン                  | アイリッシュアラン乗馬学校 | 御殿場市馬術・スポーツセンター |
| 第71回 | 2019年   | 原田喜市(2)    | エジスター(2)                 | 蒜山ホースパーク           | 三木ホースランドパーク         |
| 第72回 | 2020年   | 川端俊哉(2)    | マノレッテ                    | アイリッシュアラン乗馬学校 | 日本中央競馬会 馬事公苑        |
| 第73回 | 2021年   | 原田喜市(3)    | フェアリーテイルS             | 蒜山ホースパーク           | 御殿場市馬術・スポーツセンター |
| 第74回 | 2022年   | 長谷川雄介     | ジンガーノースサイド          | Effort Stable              | 御殿場市馬術・スポーツセンター |
| 第75回 | 2023年   | 林伸伍         | スコラリ4                     | アイリッシュアラン乗馬学校 | 御殿場市馬術・スポーツセンター |

### 全日本内国産馬場馬術選手権
第54回よりセントジョージ賞典で実施。第62回より全日本馬場馬術大会をpart IとpartIIとにわけ、内国産選手権は第62回はpartIで、第63回からはpartIIで実施。
| 回     | 年度   | 優勝選手    | 優勝乗馬                          | 所属                         | 開催地                         |
| ------ | ------ | ----------- | --------------------------------- | ---------------------------- | ------------------------------ |
| 第48回 | 1996年 | 篠宮寿々海  | ビュルキクハナ                    |                              |                                |
| 第49回 | 1997年 | 関戸盛夫    | アルティア                        |                              |                                |
| 第50回 | 1998年 | 上妻和道    | シンボリモントルー                |                              |                                |
| 第51回 | 1999年 | 中村公子    | ロンバートヘンリー                |                              |                                |
| 第52回 | 2000年 | 中村公子(2) | ロンバートヘンリー(2)             |                              |                                |
| 第53回 | 2001年 | 桜井尚子    | トトロ                            |                              |                                |
| 第54回 | 2002年 | ジモネ金沢  | フェアリーズダンス                |                              |                                |
| 第55回 | 2003年 | 斉藤裕己    | ラ・グラーツィア （ルーティーン） |                              |                                |
| 第56回 | 2004年 | 岩谷一裕    | 桜士                              | 名鉄乗馬クラブ・クレイン東海 | 御殿場馬術競技場               |
| 第57回 | 2005年 | 斉藤裕己(2) | ラ・グラーツィア(2)               | ウィル・スタッド             | 三木ホースランドパーク         |
| 第58回 | 2006年 | 斉藤裕己(3) | ラ・グラーツィア(3)               | ウィル・スタッド             | 御殿場市馬術・スポーツセンター |
| 第59回 | 2007年 | 斉藤裕己(4) | ラ・グラーツィア(4)               | ウィル・スタッド             | 御殿場市馬術・スポーツセンター |
| 第60回 | 2008年 | 佐渡一毅    | スイングユタカ                    | 日本中央競馬会 馬事公苑      | 三木ホースランドパーク         |
| 第61回 | 2009年 | 斉藤裕己(5) | ラ・グラーツィア(5)               | ウィル・スタッド             | 御殿場市馬術・スポーツセンター |
| 第62回 | 2010年 | 佐渡一毅(2) | スイングユタカ(2)                 | 日本中央競馬会 馬事公苑      | 三木ホースランドパーク         |
| 第63回 | 2011年 | 西脇文泰    | ゴールゲッター                    | 日本中央競馬会 馬事公苑      | 御殿場市馬術・スポーツセンター |
| 第64回 | 2012年 | 大田芳栄    | パーチェ （ジェイケイチーフ）     | 東京乗馬倶楽部               | 御殿場市馬術・スポーツセンター |
| 第65回 | 2013年 | 大田芳栄(2) | パーチェ(2)                       | スクアドラ・フェリーチェ     | 御殿場市馬術・スポーツセンター |
| 第66回 | 2014年 | 中村公子(3) | メープルII （オンワードシュガー） | シュタールジーク             | 御殿場市馬術・スポーツセンター |
| 第67回 | 2015年 | 林伸伍      | バリシュニコフ                    | アイリッシュアラン乗馬学校   | 御殿場市馬術・スポーツセンター |
| 第68回 | 2016年 | 中村公子(4) | メープルII(2)                     | シュタールジーク             | 御殿場市馬術・スポーツセンター |
| 第69回 | 2017年 | 林伸伍(2)   | バリシュニコフ(2)                 | アイリッシュアラン乗馬学校   | 御殿場市馬術・スポーツセンター |
| 第70回 | 2018年 | 川端俊哉    | バリシュニコフ(3)                 | アイリッシュアラン乗馬学校   | 御殿場市馬術・スポーツセンター |
| 第71回 | 2019年 | 川端俊哉(2) | バリシュニコフ(4)                 | アイリッシュアラン乗馬学校   | 御殿場市馬術・スポーツセンター |
| 第73回 | 2021年 | 川端俊哉(3) | バリシュニコフ(5)                 | アイリッシュアラン乗馬学校   | 御殿場市馬術・スポーツセンター |
| 第74回 | 2022年 | 川端俊哉(4) | バリシュニコフ(6)                 | アイリッシュアラン乗馬学校   | 御殿場市馬術・スポーツセンター |
| 第75回 | 2023年 | 林伸伍(3)   | バリシュニコフ(7)                 | アイリッシュアラン乗馬学校   | 御殿場市馬術・スポーツセンター |